# Tim McInnerny
Timothy L. "Tim" McInnerny, född 18 september 1956 i Cheadle Hulme i Cheshire (i nuvarande Greater Manchester), är en brittisk skådespelare. Han är antagligen mest igenkänd för sin genombrottsroll som Lord Percy Percy i komediserien Svarte Orm.

## Biografi

### Uppväxt
Tim McInnerny föddes som son till Mary Joan Gibbings och William William Ronald McInnerny. Han har en äldre syster, Lizzy som också är skådespelare. Han växte upp i Cheadle Hulme och i Stroud i Gloucestershire. Han studerade engelska på Wadham College och examinerades 1976.

### Karriär
McInnernys första roll var i TV-serien Svarte Orm (1983) där han spelade de två förvirrade aristokraterna Lord Percy Percy som var besläktade och hade samma namn. Det blev även hans genombrott. Han repriserade rollen i den andra säsongen, Blackadder II (1986) men hoppade av inför tredje säsongen då han var rädd för att bli typecastad. Han skulle dock göra ett gästspel i den fjärde säsongen, Blackadder Goes Forth (1989) men då som karaktären Captain Kevin Darling som skilde sig markant från Lord Percy Percy.
McInnerny hade också en liten men viktig roll i den kritikerrosade BBC-serien Edge of Darkness (1985). Han spelade också  Lord Robett Glover i den sjätte säsongen av TV-serien Game of Thrones (2016).

## Filmografi

### Film
| År   | Titel                      | Roll                                   | Notering          |
| ---- | -------------------------- | -------------------------------------- | ----------------- |
| 1983 | Dead on Time               | Kund                                   | Kortfilm          |
| 1985 | Wetherby                   | John Morgan                            |                   |
| 1986 | Anastasia                  | Yakovlev                               | TV-film           |
| 1989 | Erik Viking                | Sven the Berserk                       |                   |
| 1995 | Richard III                | William Catesby                        |                   |
| 1996 | 101 dalmatiner             | Alonzo                                 |                   |
| 1997 | FairyTale: A True Story    | John Ferret                            |                   |
| 1999 | Rouge Trader               | Tony Hawes                             |                   |
| 1999 | Blackadder: Back and Forth | Archdeacon Darling the Duke of Darling | Kortfilm          |
| 1999 | Notting Hill               | Max                                    |                   |
| 2000 | 102 dalmatiner             | Alonzo                                 |                   |
| 2000 | Miraklernas man            | Barabbas                               | TV-film, Röstroll |
| 2001 | The Emperor's New Clothes  | Dr. Lambert                            |                   |
| 2004 | Gunpowder, Treason & Plot  | Cecil                                  | TV-film           |
| 2005 | Casanova                   | The Doge                               |                   |
| 2006 | Severance                  | Richard                                |                   |
| 2008 | The Devil's Whore          | Joliffe                                |                   |
| 2010 | Black Death                | Hob                                    |                   |
| 2011 | Johnny English Reborn      | Patch Quartermain                      |                   |
| 2014 | The Minister of Chance     | Kungen                                 |                   |
| 2014 | Castles in the Sky         | Churchill                              | TV-film           |
| 2014 | The Boy in the Dress       | Mr Hawthorn                            | TV-film           |
| 2014 | Autómata                   | Vernon Conway                          |                   |
| 2015 | Spooks: The Greater Good   | Oliver Mace                            |                   |
| 2015 | Eddie The Eagle            | Target                                 |                   |
| 2017 | The Hippopotamus           | Roddy                                  |                   |
| 2018 | Agathas gåta               | Randolph                               |                   |
| 2018 | Peterloo                   | Prince Regent                          |                   |
| 2018 | Sometimes Always Never     | Arthur                                 |                   |
| 2019 | Killers Anonymous          | Calvin                                 |                   |
| 2019 | The Aeronauts              | Airy                                   |                   |
| 2020 | The Windermere Children    | Leonard Montefiore                     | TV-film           |
| 2022 | Marooned Awakening         | Karl                                   | Röstroll          |
| 2022 | Stromboli                  | Harold                                 |                   |
| 2024 | The End                    | Butler                                 |                   |
| 2024 | Gladiator II               | Thraex                                 |                   |

### TV
| År        | Titel                         | Roll                         | Notering                              |
| --------- | ----------------------------- | ---------------------------- | ------------------------------------- |
| 1983      | Svarte Orm                    | Lord Percy Percy             | 7 avsnitt                             |
| 1985      | Sherlock Holmes               | John Clay / Vincent Spalding | Avsnitt: "The Red-Headed League"      |
| 1985      | Edge of Darkness              | Terry Shields                | 2 avsnitt                             |
| 1986      | Blackadder II                 | Lord Percy Percy             | 6 avsnitt                             |
| 1987      | Blackadder the Third          | Topper / Scarlet / Pimpernel | Avsnitt: "Nob and Nobility"           |
| 1988      | A Very British Coup           | Fiennes                      | 3 avsnitt                             |
| 1989      | Blackadder Goes Forth         | Captain Kevin Darling        | 6 avsnitt                             |
| 1992      | The Bill                      | Kevin Finch                  | Avsnitt: "Open to Offers"             |
| 1993      | Indiana Jones äventyr         | Franz Kafka                  | Avsnitt: "Prague, August 1917"        |
| 1997      | Tracey Takes On...            | Timothy Bugge                | 2 avsnitt                             |
| 1999      | The Vice                      | Max Wilson                   | Avsnitt: "Sons (Parts 1 and 2)"       |
| 2002      | Don't Eat the Neighbours      | Terrapin                     |                                       |
| 2002      | Brottet och straffet          | Eric Fowler                  | 2 avsnitt                             |
| 2004      | Spooks                        | Oliver Mace                  | 4 avsnitt                             |
| 2004      | Agatha Christie's Marple      | Reverend Leonard Clement     | Avsnitt: "The Murder at the Vicarage" |
| 2006      | The Line of Beauty            | Gerald Fedden                | 3 avsnitt                             |
| 2008      | Doctor Who                    | Klineman Halpen              | Avsnitt: "Planet of the Ood"          |
| 2009      | Hustle                        | Judge Anthony Kent           | Avsnitt: "Lest Ye Be Judged"          |
| 2009      | Kommissarie Gently            | Geoffrey Pershore            | Avsnitt: "Gently Through the Mill"    |
| 2011      | Law & Order: UK               | Simon Bennett                | Avsnitt: "Haunted"                    |
| 2011      | Twenty Twelve                 | Tony Ward                    | Avsnitt: "#1.6"                       |
| 2011      | The Body Farm                 | Richard Warner               | Avsnitt: "You've Got Visitors"        |
| 2011-2012 | New Tricks                    | Stephen Fisher               | 3 avsnitt                             |
| 2012      | The Bleak Old Shop of Stuff   | Harmswell Grimstone          | 3 avsnitt                             |
| 2014      | Outlander                     | Father Bain                  | 2 avsnitt                             |
| 2014      | Utopia                        | Airey Neave                  | Avsnitt: "Episode 1"                  |
| 2015      | Strike Back: Legacy           | Robin Foster                 |                                       |
| 2016      | Sherlock                      | Eustace Carmichael           | Avsnitt: "The Abominable Bride"       |
| 2016      | Houdini & Doyle               | Horace Merring               | 3 avsnitt                             |
| 2016-2017 | Game of Thrones               | Robett Glover                | 5 avsnitt                             |
| 2016      | National Treasure             | Karl                         | 4 avsnitt                             |
| 2017      | In the Dark                   | Frank Linnell                | 2 avsnitt                             |
| 2017      | Strike                        | Daniel Chard                 | Avsnitt: "The Silkworm"               |
| 2017      | Harlots                       | Lord Repton                  | 4 avsnitt                             |
| 2018      | Strangers                     | Arthur Bach                  | 8 avsnitt                             |
| 2019-2020 | The Trial of Christine Keeler | Martin Redmayne              | 4 avsnitt                             |
| 2020      | Gangs of London               | Mr Jacob                     | Avsnitt: "Episode 1.9"                |
| 2021      | The Serpent                   | Paul Siemons                 | 8 avsnitt                             |
| 2022      | Ten Percent                   | Simon Gould                  | 7 avsnitt                             |
| 2024      | En dag                        | Stephen Mayhew               | 6 avsnitt                             |